# San Miguel Tianguistenco
San Miguel Tianguistenco är en ort i Mexiko.   Den ligger i kommunen Tlahuapan och delstaten Puebla, i den sydöstra delen av landet, 60 km öster om huvudstaden Mexico City. San Miguel Tianguistenco ligger 2 459 meter över havet och antalet invånare är 3 306.
Terrängen runt San Miguel Tianguistenco är kuperad västerut, men österut är den platt. Runt San Miguel Tianguistenco är det tätbefolkat, med 511 invånare per kvadratkilometer. Närmaste större samhälle är San Martin Texmelucan de Labastida, 9,7 km öster om San Miguel Tianguistenco. Omgivningarna runt San Miguel Tianguistenco är en mosaik av jordbruksmark och naturlig växtlighet.